# Eulophia moratii
Eulophia moratii là một loài thực vật có hoa trong họ Lan. Loài này được N.Hallé mô tả khoa học đầu tiên năm 1977.